# Sungurłare
Sungurłare (bułg. Сунгурларе) – miasto w Bułgarii, w obwodzie Burgas, w gminie Sungurłare. Według danych szacunkowych Ujednoliconego Systemu Ewidencji Ludności oraz Usług Administracyjnych dla Ludności, 15 czerwca 2020 roku miejscowość liczyła 3 270 mieszkańców.

## Geografia
Miasteczko znajduje w dolinie Sungurłare, która rozciąga się od wioski Mokren do wioski Łozarewo. Miejscowość ta znajduje się 25 km na zachód od Burgas. Klimat jest umiarkowany.

## Gospodarka
Dobrze rozwinięte rolnictwo, uprawa winnic i uprawa zbóż oraz zwierząt gospodarskich.

## Historia
Teren ten był zamieszkany od czasów starożytnych. W Sungurłare są pozostałości osady zamieszkałej w końcu epoki żelaza oraz a kilka dużych trackich kopców pogrzebowych, ceramiki i rzymskie monety. Miejscowość jest wzmiankowana w XVI w. pod nazwami Sjongurlare i Songurlar.

## Osoby związane z miejscowością

### Urodzeni
- Płamen Getow (1959) – bułgarski piłkarz

### Związani
- Toni Daczewa (1967) – bułgarski piosenkarka